# Bartłomiej Matysiak
Bartłomiej Matysiak (11 de setembre de 1984) és un ciclista polonès, ja retirat, professional del 2006 al 2017. Durant la seva carrera esportiva va córrer als equips Legia, CCC Polsat Polkowice i Team Hurom. En el seu palmarès destaca el Campionat nacional en ruta de 2014. Aquell mateix any va rebre la Creu al Mèrit de Bronze.

## Palmarès
- 2006
  - 1r al Bałtyk-Karkonosze Tour i vencedor d'una etapa
  - Vencedor d'una etapa a la FBD Insurance Rás
- 2008
  - 1r a la Puchar Ministra Obrony Narodowej
- 2009
  - Vencedor d'una etapa a la Cursa de Solidarność i els Atletes Olímpics
- 2010
  - 1r a la Puchar Ministra Obrony Narodowej
- 2012
  - Vencedor d'una etapa al Memorial Józef Grundmann i Jerzy Wizowski
- 2013
  - 1r a la Puchar Ministra Obrony Narodowej
  - Vencedor d'una etapa a la Volta a Estònia
- 2014
  -  Campió de Polònia en ruta
  - Vencedor d'una etapa a la Małopolski Wyścig Górski
  - Vencedor d'una etapa al Memorial Józef Grundmann i Jerzy Wizowski
- 2016
  - Vencedor d'una etapa al Szlakiem walk Major Hubal

### Resultats al Giro d'Itàlia
- 2015. 140è de la classificació general